# Алтшул, Милош
Милош Алтшул (чеш. Miloš Altschul, 1928 — 1985) — чехословацкий шахматист еврейского происхождения, национальный мастер.
Участник чемпионатов Чехословакии (лучший результат — 9 место в 1961 г.).
В составе сборной Чехословакии участник командного чемпионата Европы 1961 г.
Международный мастер И. Гауснер в своей книге "Good-Night Stories in Black and White" вспоминает, что Алтшул играл в агрессивном атакующем стиле и избегал быстрых ничьих. Однажды во время полуфинала чемпионата Чехословакии он играл с шахматистом, который любил начинать мирные переговоры сразу после дебюта. Алтшул пришел на партию с табличкой следующего содержания: «Я не предлагаю и не принимаю ничьи. Партия будет продолжаться, пока мы не сойдем с ума». Он сдержал свое слово: партия дважды откладывалась и продолжалась в общей сложности 9 часов. Можно предположить, что речь идет о партии 1956 г. с Ю. Козмой, где Алтшул до 109 хода безуспешно пытался выиграть эндшпиль с ферзем против ладьи и пешки.

## Спортивные результаты
| Год         | Город             | Соревнование                                                | + | − | = | Результат | Место |
| ----------- | ----------------- | ----------------------------------------------------------- | - | - | - | --------- | ----- |
| 1954        | Яблонец-над-Нисоу | Полуфинал чемпионата Чехословакии                           | 4 | 3 | 8 | 8 из 15   | 7—8   |
| 1956        | Братислава        | Полуфинал чемпионата Чехословакии                           | 7 | 4 | 4 | 9 из 15   | 4—6   |
| 1961        | Кошице            | Чемпионат Чехословакии                                      | 6 | 5 | 8 | 10 из 19  | 9     |
|             | Оберхаузен        | Командный чемпионат Европы (сборная Чехословакии, запасной) | 0 | 3 | 2 | 1 из 5    |       |
| 1964        | Брно              | Чемпионат Чехословакии                                      | 2 | 6 | 9 | 6½ из 17  | 15    |
| 1973 / 1974 | Брно              | Чемпионат Чехии                                             | 5 | 5 | 1 | 5½ из 11  | 12—22 |